# Эффект авторитета
Эффект авторитета — тенденция приписывать более высокую оценку мнению авторитетной фигуры (не связанной с его содержанием) и в большей степени зависеть от этого мнения. Считается одним из так называемых социальных когнитивных искажений или коллективных когнитивных искажений. Был научно доказан в эксперименте Милграма в 1961 году.

## Психологический механизм
Люди обычно имеют глубоко сидящее в сознании уважение к власти и склонны подчиняться, когда того требует фигура облечённая таковой. Некоторые учёные полагают, что люди склонны рассматривать власть как заслуживающую своего положения, и это заставляет их подчиняться решениям, которые принимают представители власти. Теория системного оправдания объясняет это явление тем, что существует психологическая мотивация для веры в устойчивость, стабильность и справедливость существующей социальной системы.
В любом обществе общепринятая система власти обеспечивает условия для производства, торговли, развития и социального контроля. Вследствие общественного неприятия анархии мы все с самого рождения обучены верить, что послушание власти является правильным. Понятия подчинения и верности законному правлению насаждаются в школах, законодательстве, вооружённых силах и других политических институтах. Склонность подчиняться законной авторитетной фигуре проистекает из практики системной социализации, призванной привить людям ощущение, что такое послушание представляет собой правильное поведение. Разные общества различаются по степени склонности к подчинению. Кроме того, уважение к власти и её решениям может возникать как своего рода простейший способ принятия решений.

## Примеры
Наука
По мнению американского физика Брайана Китинга, эффект авторитета приводит к искажениям в присуждении нобелевских премий.
Бизнес
Эффект авторитета проявляется в повышенном внимании к мнению высокооплачиваемых людей (highest paid persons' opinion, HIPPO), что выражается в том, что рядовые сотрудники склонны придавать больший вес мнениям более высокооплачиваемых коллег.